# Paul Gerstgraser
Paul Gerstgraser (Schwarzach im Pongau, 22 mei 1995) is een Oostenrijkse noordse combinatieskiër.

## Carrière
Orter maakte zijn wereldbekerdebuut in november 2014 behaalde in Kuusamo. In maart 2015 scoorde de Oostenrijker in Lahti zijn eerste wereldbekerpunten. In januari 2017 behaalde hij in Chaux-Neuve zijn eerste toptienklassering in een wereldbekerwedstrijd. Op de wereldkampioenschappen noordse combinatie 2017 in Lahti veroverde Gerstgraser samen met Bernhard Gruber, Mario Seidl en Philipp Orter de bronzen medaille in de landenwedstrijd. 

## Resultaten

### Wereldkampioenschappen
| Jaar | Plaats | Resultaten |
| ---- | ------ | ---------- |
| 2017 | Lahti  | Team       |

### Wereldbeker
Eindklasseringen
| Seizoen   | Plaats |
| --------- | ------ |
| 2014/2015 | 57e    |
| 2015/2016 | 42e    |
| 2016/2017 | 27e    |
| 2017/2018 | 60e    |
| 2018/2019 | 31e    |
| 2019/2020 | 49e    |